# اقدس پورتراب
اقدس پورتُراب (زادهٔ ۱۳۱۸) نوازندهٔ پیانو و موسیقی‌دان اهل ایران است. از او به عنوان «یکی از بزرگترین آموزش‌گرانِ پیانو» در ایران یاد شده‌است.

## زندگی
اقدس پورتراب سالِ ۱۳۱۸ در تهران متولّد شد. از کلاس پنجم دبستان وارد هنرستان عالی موسیقی شد و از طریق برادر بزرگش مصطفی کمال پورتراب، به کلاس گیتی امیرخسروی راه یافت و فراگیری پیانو را نزد وی آغاز کرد. زاون هاکوپیان از دیگر معلم‌های موسیقی او و جلال آل‌احمد معلم ادبیات او در هنرستان عالی موسیقی بودند. اقدس پورتراب از ۱۳ سالگی ضمن تحصیل، به آموزش پیانو و آکوردئون مشغول شد. او برای پایان دورهٔ لیسانس خود، کنسرتو پیانو شومان را به همراه ارکستر سمفونیک تهران اجرا کرد و پس از آن به منظور ادامهٔ تحصیلات موسیقی به پاریس سفر کرد و پس از آن، با بورس تحصیلی از «کنسرواتوار فرایبورگ» به فرایبورگ آلمان رفت و نزد پیانیست سرشناس آلمانی ادیث پیچت اکسنفلد، آموزش‌های خود را تکمیل کرد. اقدس پورتراب پس از پایان تحصیلات موسیقی خود در اروپا که شش سال و نیم به طول انجامید و با کسب مدرک ویرتروز، به ایران بازگشت و در هنرستان موسیقی و هنرستان موسیقی ملی به تدریس مشغول شد.
او در سال ۱۳۶۲ به همراه فرزندانش به فرانسه مهاجرت کرد و به تدریس پیانو پرداخت. وی در سال‌های بعد، سفرهای خود را به ایران افزایش داد و همچنان به آموزش هنرجویان ایرانی ادامه داده‌است.
مصطفی کمال پورتراب، امیرتیمور پورتراب و محمدعیسی پورتراب، برادرانِ اقدس پورتراب همگی از موسیقی‌دانان سرشناس ایرانی به‌شمار می‌آیند. او در طول زندگی هنری خود شاگردان بسیاری را آموزش داده‌است. احمد پژمان، نادر مشایخی، آندره مرادیان، نیلوفر بدریکوهی، محمد شمس، لیلا رمضان و … از جمله شاگردان سرشناس اقدس پورتراب بوده‌اند.

## یادداشت
1. ↑  Edith Picht-Axenfeld